# Kobe Universiade Memorial Stadium
Kobe Universiade Memorial Stadium é um estádio usado principalmente para futebol, localizado na cidade de Kobe no Japão.
Foi inaugurado no ano de 1985 para abrigar a Universíada de Verão de 1985 com a capacidade 45.000 espectadores.
Também foi palco das finais da Recopa Sul-americana nos anos de 1992, 1994 e 1996.
Recentemente recebeu partidas de râguebi da Seleção Japonesa de Râguebi.